# Ochsenzwinger (Nördlingen)

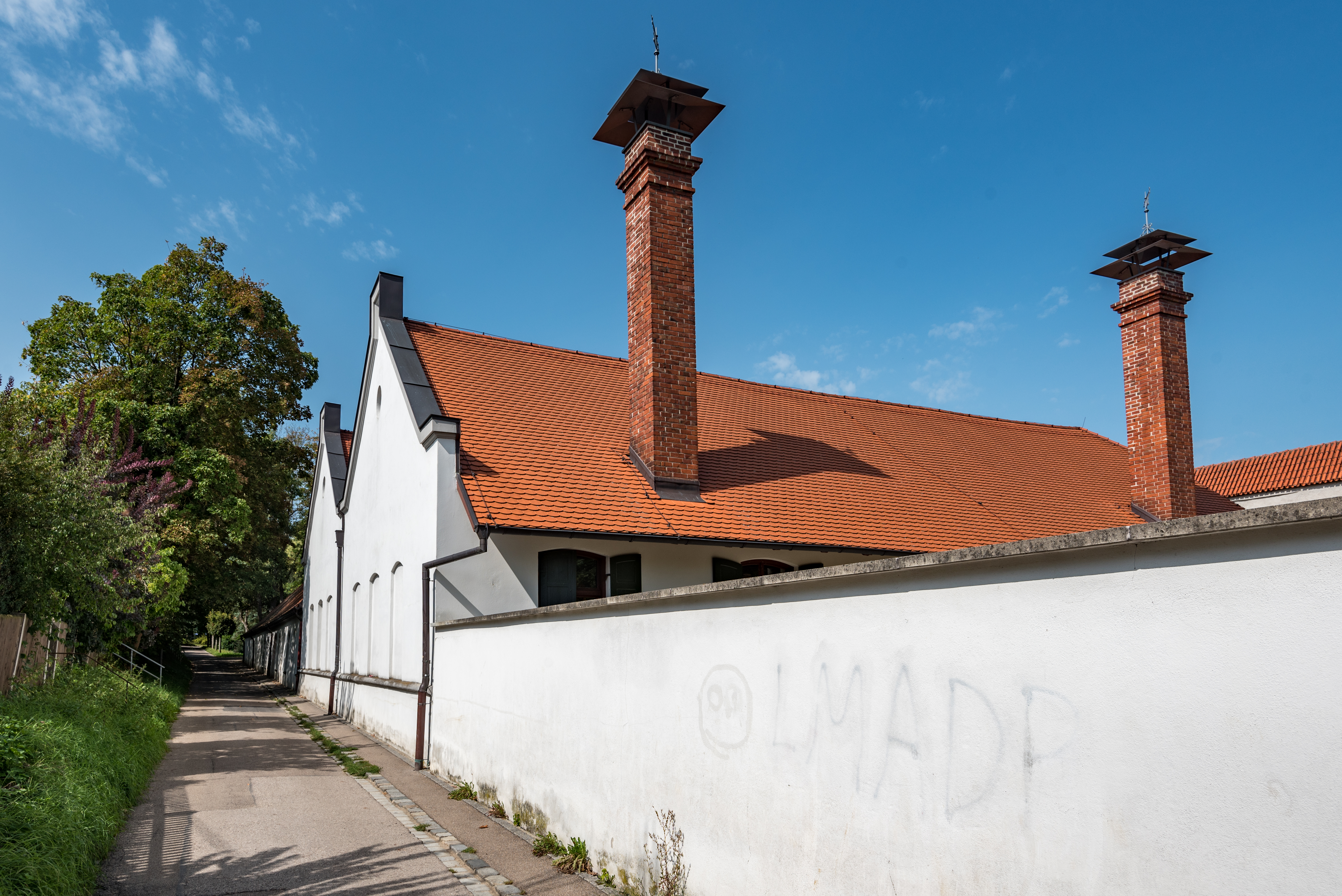
Ochsenzwinger in Nördlingen

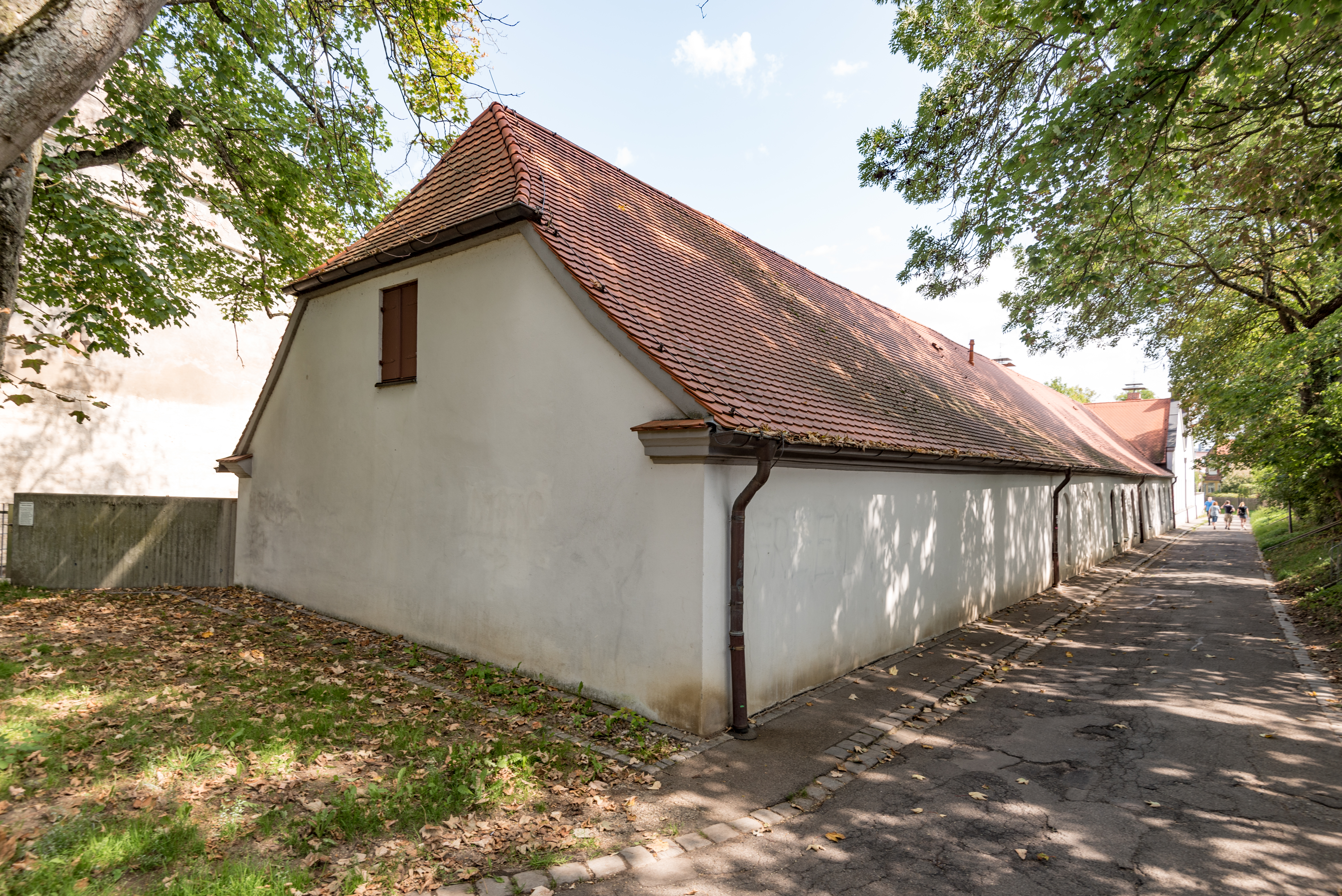
Basteigraben 4a

Der sogenannte Ochsenzwinger in Nördlingen, einer Stadt im schwäbischen Landkreis Donau-Ries in Bayern, wurde 1892 errichtet. Die Doppelhalle am Basteigraben 4 und 4a ist ein geschütztes Baudenkmal.
Der Zwinger im Bereich der Alten Bastei wurde seit etwa 1816 im Sommer als Schenkplatz der Nördlinger Wirte genutzt. Der erste Bau wurde über einem Bierlagerkeller errichtet.
Die auch als Sommerkeller bezeichnete Doppelhalle mit Schopfwalmdächern hat an den nördlichen Giebeln jeweils eine Holzkonstruktion. Um 1910 wurde der alte Bau durch einen erdgeschossigen Längsbau mit Halbwalmdach erweitert, der für den Restaurations- und Brauereibetrieb diente.